# Rikizo Matsuhashi
Rikizo Matsuhashi (松橋 力蔵 Matsuhashi Rikizo?), född 22 augusti 1968 i Tokyo prefektur, är en japansk före detta fotbollsspelare.
Matsuhashi började sin karriär 1989 i Nissan Motors (Yokohama Marinos). Med Nissan Motors/Yokohama Marinos vann han japanska ligan 1989/90, 1995, japanska ligacupen 1989, 1990 och japanska cupen 1989, 1991, 1992. 1996 flyttade han till Kyoto Purple Sanga. Efter Kyoto Purple Sanga spelade han för Jatco TT. Han avslutade karriären 2001.